# Papir za umjetnički tisak
Papir za umjetnički tisak (još i kunstdruck papir) je bezdrvni ili srednjefini papir, obostrano jednolično prekriven slojem pigmenata, velike glatkoće i visokog sjaja, gramature od 80 do 350 g/m2. Namijenjen je za tisak s finim rasterom za ilustrirane knjige, časopise, kataloge, prospekte i višebojne umjetničke reprodukcije. Osim sjajnog, može biti premazan i mat premazom. Reprodukcija boja na ovom papiru najvjernija je originalu.

## Ofsetni papir
Ofsetni papir je dimenzijski stabilan, keljen, a radi stabilnosti nanesenih boja u ofsetnom tisku njegova pH-vrijednost treba biti oko 4,5. Ofsetni papir je strojnogladak papir namijenjen za ofsetni tisak. Kako taj tisak ovisi o kvaliteti papira više od bilo kojeg drugog tiskarskog postupka, to se od ofsetnog papira vrlo mnogo traži s obzirom na dimenzijsku stabilnost, površinsku čvrstoću, prašenje, čerupanje, jednoličnu debljinu i vlažnost.